# Gilia ophthalmoides
Gilia ophthalmoides är en blågullsväxtart som beskrevs av August Brand. Gilia ophthalmoides ingår i släktet gilior, och familjen blågullsväxter. Inga underarter finns listade i Catalogue of Life.